# Leslie (Fife)
Pour les articles homonymes, voir Leslie.
Leslie est un village et une paroisse civile d'Écosse établi à l'extrémité nord de la vallée de la rivière Leven (en), à l'ouest de Glenrothes, dans le Fife.